# Koprivnica
Koprivnica (historicky v němčině Kopreinitz, v maďarštině potom Kapronca) je město v severním Chorvatsku, blízko hranic s Maďarskem, 88 km severovýchodně od hlavního města Záhřebu. V roce 2021 zde žilo 22 262 obyvatel, v celé připadající općině pak 28 580 obyvatel. Je správním střediskem Koprivnicko-križevecké župy.

## Historie
První zmínka o městě pochází z roku 1272, z období vlády uherského krále Ladislava IV., z darovací listiny. Roku 1356 byla Koprivnica prohlášena tehdejším králem Ludvíkem I. svobodným městem. Získala práva konat trhy (tzv. město s tržním právem), což pomohlo dalšímu rozvoji středověkého sídla.
V 16. století bylo město ohrožováno vpády nedaleké Osmanské říše. Bylo proto začleněno do tzv. vojenské hranice a stalo se součástí militarizované části země.  V polovině 16. století bylo sídlem tzv. Slovanského okruhu v rámci uvedené jednotky. Místní hrad byl modernizován podle návrhů mistrů z území dnešní severní Itálie a Německa a v 60. letech 16. století patřil k největším svého druhu ve Slavonii.

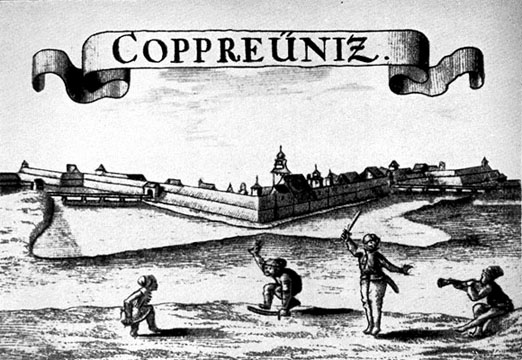
Původní hrad.

Na konci 16. století měla Koprivnica asi 500 obyvatel včetně posádky a v téže době byla založena církevní škola. Teprve v roce 1606, po podpisu míru s Turky, se město začalo ve větší míře osidlovat. Na počátku století se počet měšťanských domů odhadoval na 20, v polovině století se zvýšil na 80. Až dekret Marie Terezie z roku 1756 přesunul armádu dále na jih a východ mocnářství. V tomto období také vznikly klíčové církevní budovy ve městě. Farní kostel svatého Mikuláše byl postaven v polovině století a tuto funkci plní dodnes. O několik let se do města vrátili také františkáni. V roce 1675 postavili svůj klášter a kostel svatého Antonína Paduánského.
V druhé polovině 18. století mělo dolní město 14 ulic se 447 obyvateli a celkem 2 500 obyvatel. Poté, co přestal plnit svou vojenskou roli, byl hrad v 18. století přestavěn na barokní sídlo. Severněji a severozápadněji bylo také postaveno tzv. Horní město.
Na počátku 19. století se Koprivnica stala třetím největším městem chorvatsko-slavonského království co do počtu obyvatel. Nacházela se před Varaždínem a Rijekou. Ke zlepšení životních podmínek přispěl především pokrok ve zdravotnictví. Místní špitál byl v provozu od poloviny 17. století. V polovině století devatenáctého byl přestavován střed města. Demolice městských hradeb začala v roce 1862, ale nikdy nebyla dovedena do svého konce. V roce 1863 vznikla na místě starého příkopu nejstarší část dnešního městského parku. Kromě zbourání starých hradeb byla dalším rozhodujícím faktorem rozvoje města výstavba tzv. Jižní dráhy v roce 1870 (z Budapešti do Záhřebu). Dnes se jedná o chorvatskou železniční trať Dugo Selo – Botovo. Později vznikly ještě další regionální dráhy, které vedou z města do dalších sídel celé Slavonie.
Na počátku 20. století měla Koprivnica cca 2000 domů. V roce 1935 zde byla postavena továrna společnosti Wolf, později znárodněná a dnes známá jako Podravka. V současné době se zde nachází i muzeum této firmy. Během druhé světové války zde Ustašovci zřídili koncentrační tábor Danica, v roce 1943 město nakrátko osvobodili partyzáni. V roce 1951 bylo založené současné městské muzeum.
Po druhé světové válce vznikly v Koprivnici různé velké potravinářské společnosti, např. Podravka, Bilokalnik, Belupo a další.

## Obyvatelstvo
V chorvatském sčítání lidu z roku 2011 bylo zjištěno, že v Koprivnici žije 30 854 obyvatel. Bez sídel, které tvoří širší město se jednalo o 23 955 lidí. Předpokládá se, že počet obyvatel od té doby poklesl. Dlouhodobě negativní saldo migrace se obrátilo v roce 2020.

## Hospodářství
Ekonomickým základem je zemědělství, chov zvířat, potraviny (Podravka, Carlsberg Chorvatsko), farmaceutický průmysl (Belupo), dřevo, papír (Bilokalnik, Hartman), kožedělný a kovovýrobní průmysl a výroba stavebních materiálů. Nachází se na křižovatce hlavních silnic ze Záhřebu a Varaždinu do Virovitice a Osijeku a na železniční křižovatce na tratích Budapešť - Záhřeb a Varaždin - Osijek. Bohaté kulturní dědictví a silná ekonomika umožňují rozvoj cestovního ruchu. Ve strategii rozvoje pro léta 2015 až 2020 město Koprivnica vnímá nicméně jako problém vysokou míru nezaměstnanosti, především mezi mladými.
V roce 2023 zde nechala společnost Podravka vybudovat rozsáhlé logistické centrum.

## Kultura
Kromě již zmíněného městského muzea se v Koprivnici také nachází městská galerie a Knihovna Frane Galoviće. Své muzeum zde má také společnost Podravka.
Mezi náboženské památky patří např. kostel Nejsvětější Trojice nebo synagoga. Druhá uvedená stavba přečkala druhou světovou válku, poté sloužila jako skladiště a po roce 2011 byla obnovena a nyní je evidována jako kulturní památka.
Mezi hlavní kulturní akce patří Renesanční festival.

## Zdravotnictví
V Koprivnici se nachází regionální (župní) nemocnice, která nese název po Tomislavovi Bardekovi.

## Doprava
Koprivnicí prochází několik železničních tratí, např. trať Dugo Selo – Botovo, která zajišťuje spojení se Záhřebem a Maďarskem, dále železniční trať Varaždin – Dalj, která obsluhuje severní část Slavonie. Město je rovněž důležitá křižovatka silnic : Silnice D41 a Silnice D2.

## Sport
- NK Slaven Belupo - fotbalový klub, hrající 1. chorvatskou fotbalovou ligu

Ve městě se také nachází plavecký bazén v lokalitě Cerine. Z mnoha sportovních aktivit vyniká házená, fotbal, motokáry a jezdecké soutěže. Ve městě jsou různé možnosti rekreace, zejména na nedaleké řece Dráva a na štěrkovnách Šoderica „Podravská riviéra“. Rybolov je možný na řece Dráva a v jezerech Šoderica, Jegeniš, Vidak atd.

## Fotogalerie

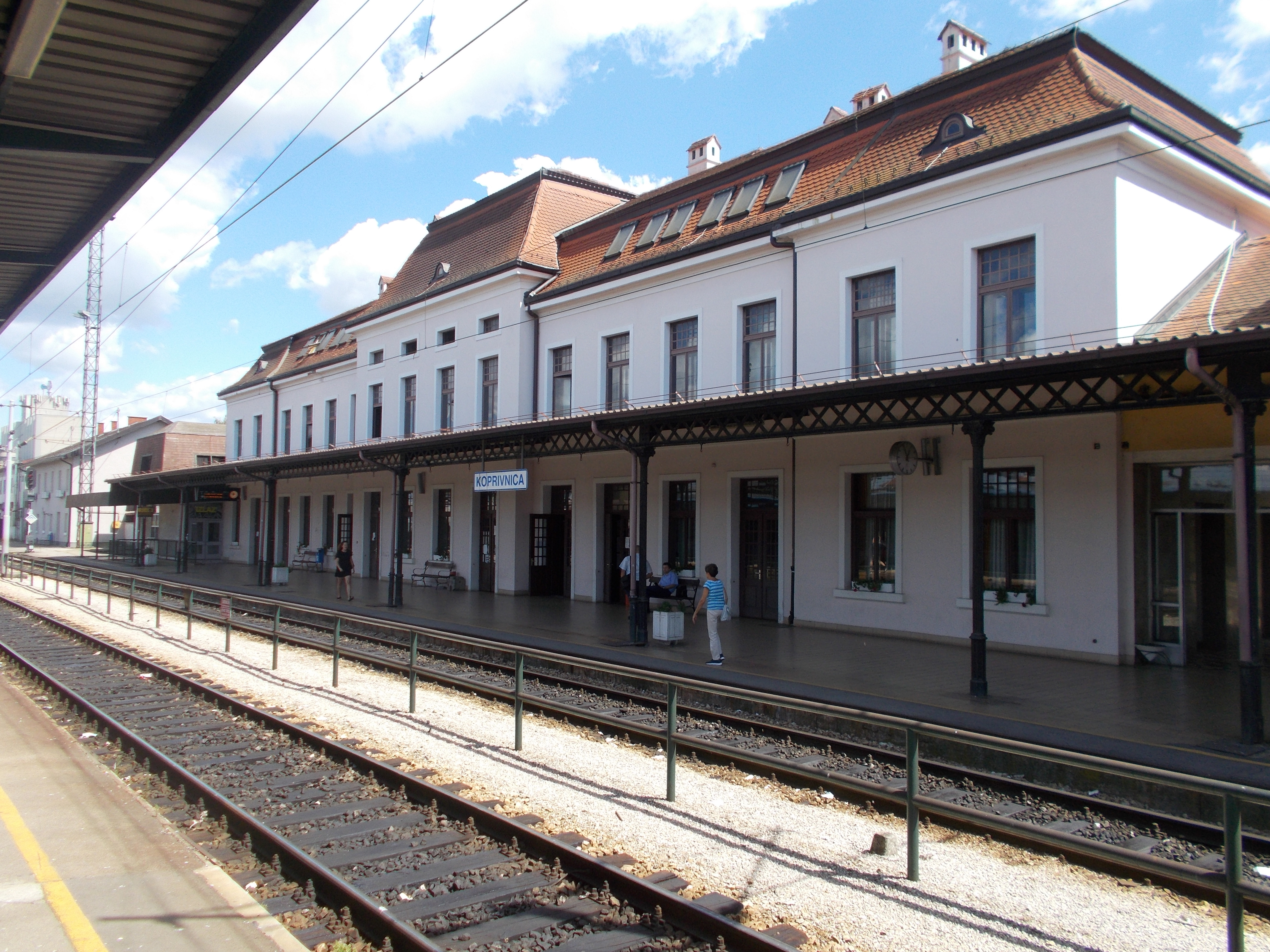
Nádraží
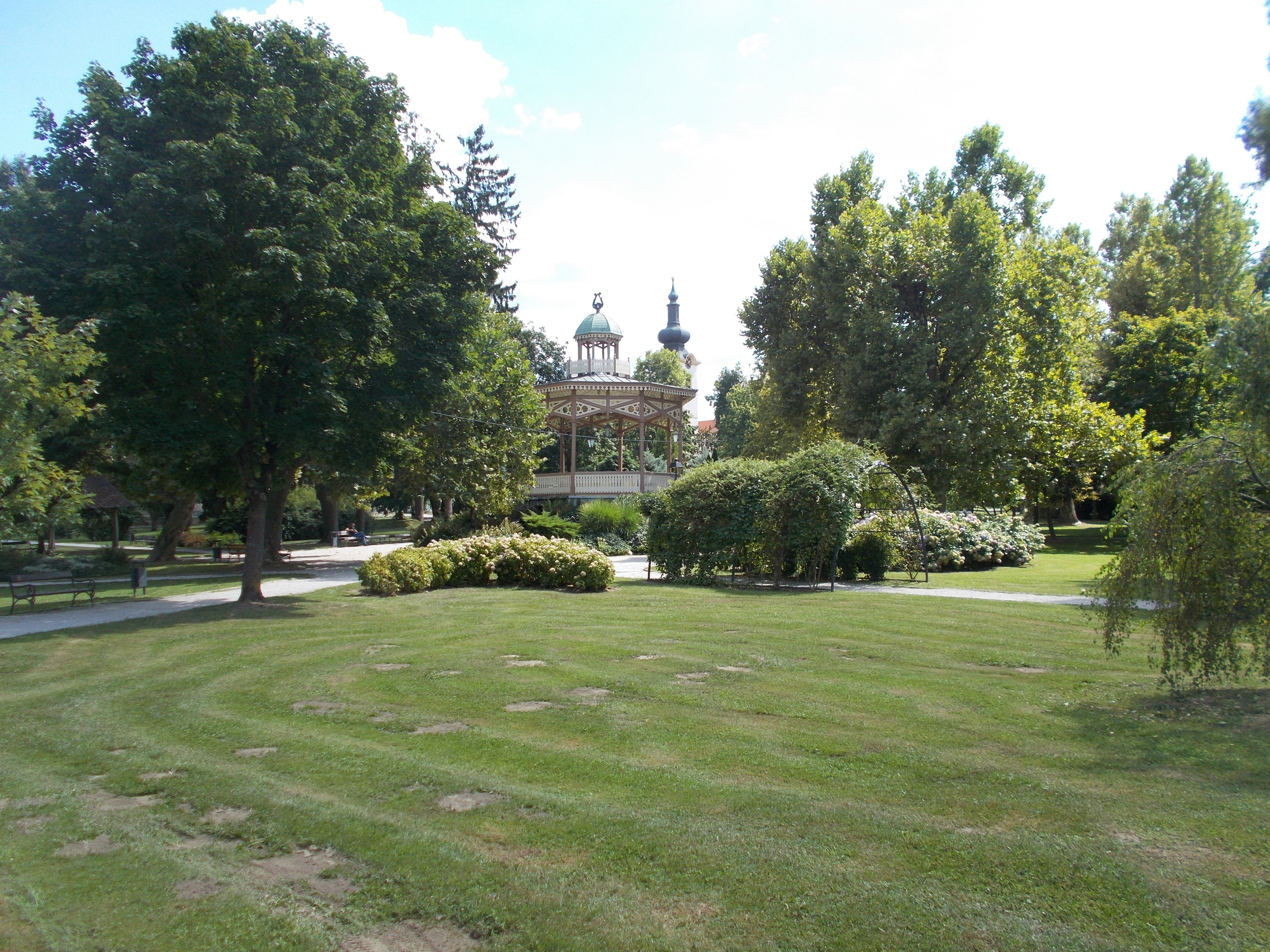
Městský park
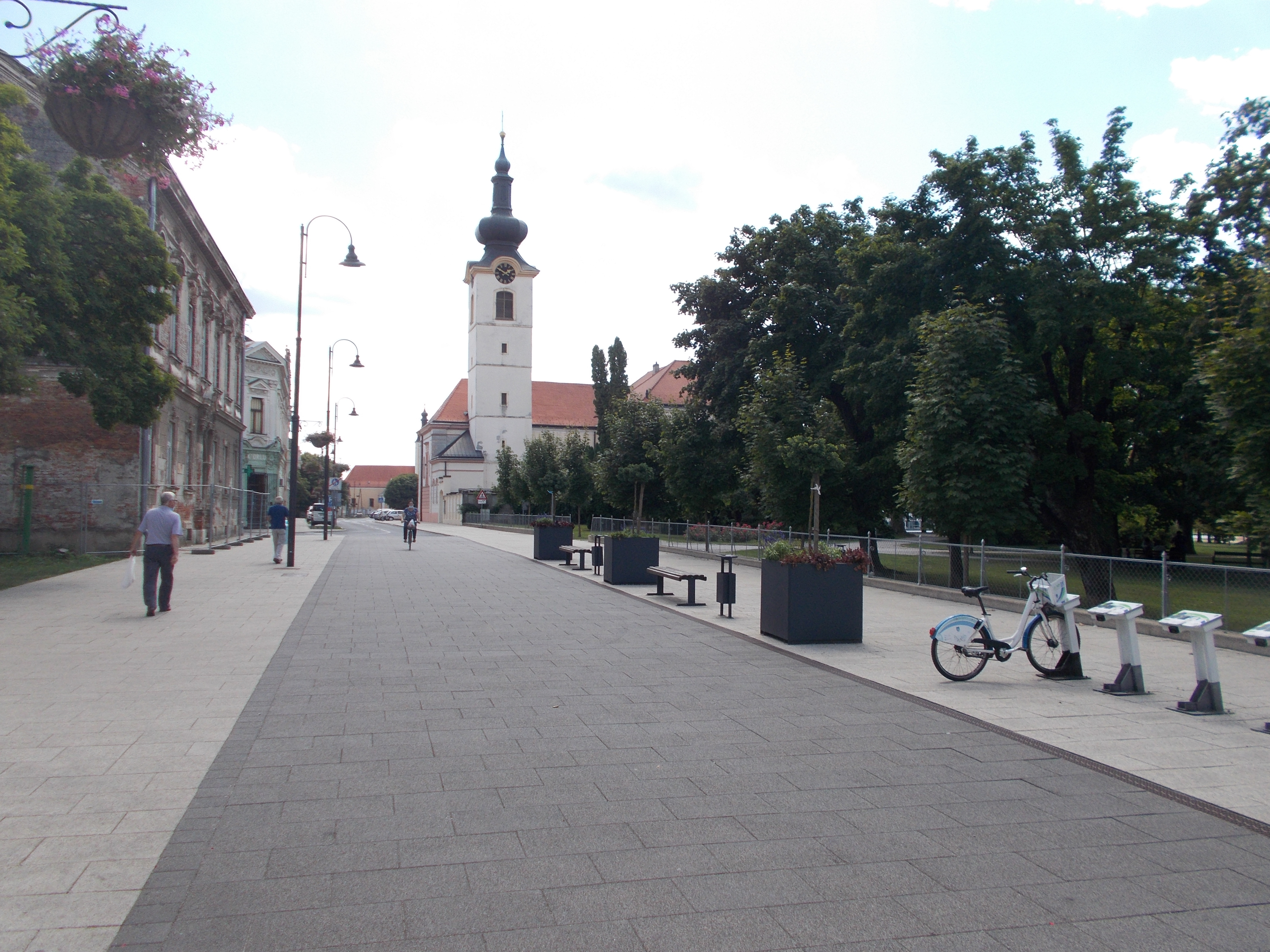
Kostel Svatého Nikolase
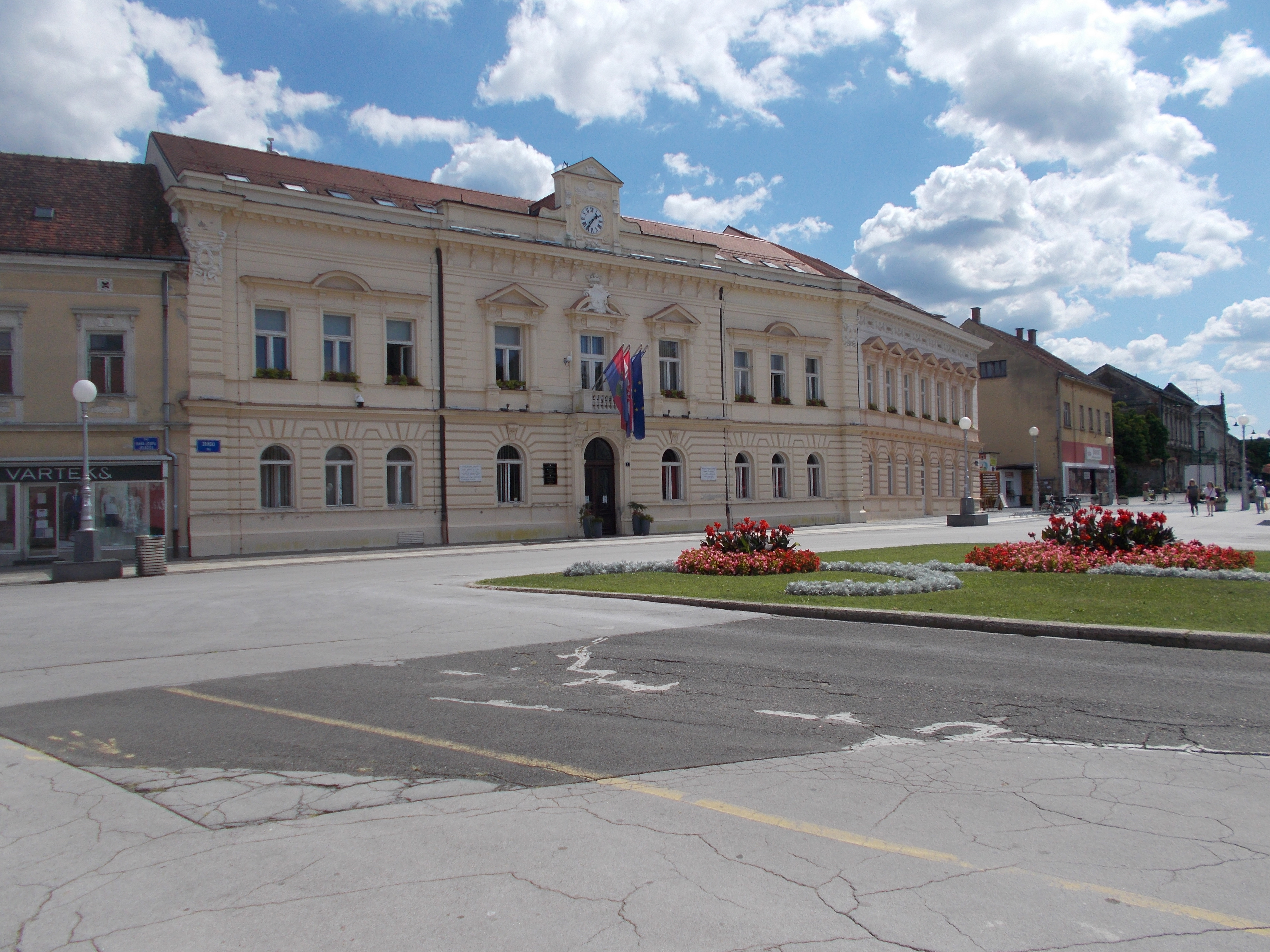
Radnice
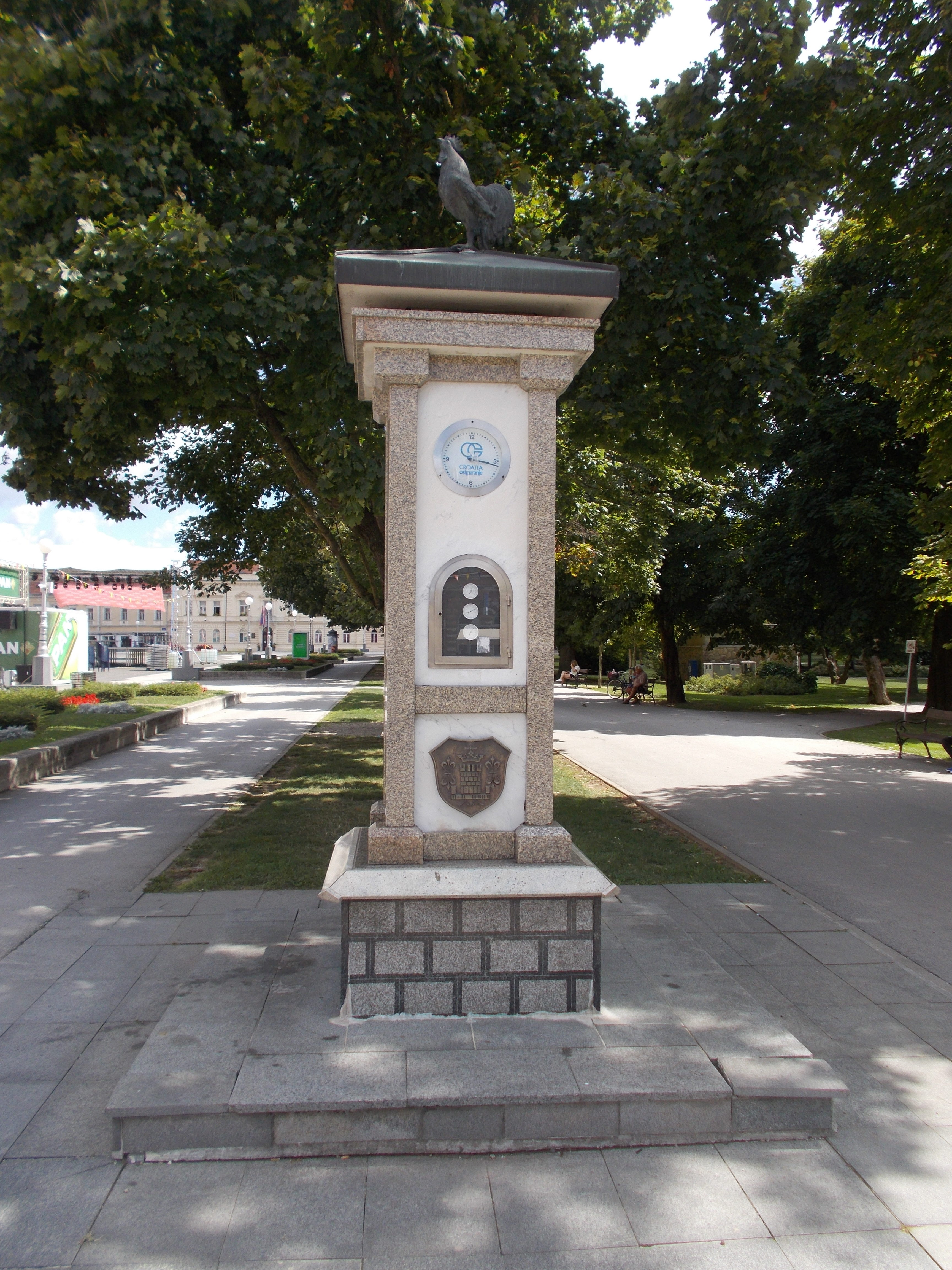
Meteorologický sloupek